# كثافة

برج الكثافة, ويوضح بعض المواد المختلفة في الكثافة وتدرج الكثافات للمواد المختلفة

الكثافة الكتلية أو الكثافة الكتلية الحجمية أو الكتلة النوعية أو الكتلة الحجمية هي صفة فيزيائية للأجسام تعبّر عن علاقة وحدة الحجم بوحدة الكتلة لمادةٍ أو جسمٍ ما، فكلما ازدادت الكثافة ازدادت الكتلة لوحدة الأحجام، وعلى هذا فهي كتلة وحدة الحجوم من المادة.
تساوي الكثافة لجسمٍ كتلته الكلية مقسومة على حجمه الكلي. وحدتها الغرام في السنتيمتر المكعب جم/سم³ (بالإنجليزية: g/cm³) أو وحدة الكيلوغرام في المتر المكعب كجم/م³ (بالإنجليزية: Kg/m³). يرمز لها بحرف رو ρ الذي اتخذ لمناسبة حرف بي p رمز الضغط. تعرف الكثافة بالعلاقة:
{\displaystyle \rho ={\frac {m}{V}},}
- {\displaystyle \!\,\rho } - كثافة
- {\displaystyle \!\,m} - كتلة
- {\displaystyle \!\,V} - حجم

في العموم تتأثر كثافة الجزيء بالحرارة والضغط (ولكنها قليلة التاثير في المواد الصلبة) فعندما تتمدد الأجسام بفعل الحرارة تفقد قوتها الجاذبة ما بين جزيئاتها وبذلك تكبر المسافات ما بينها وتكثر حركتها الداخلية الجزيئية فتتمدد وعندما تنضغط وتنكمش الأجسام بفعل الضغط تكسب قوتها الجاذبة ما بين جزيئاتها (القوي الداخلية الجزيئية) (الأمر الملاحظ في الغازات على وجه الخصوص) فإنّ كتلتها الحجميّة تزداد، ولذلك تسجّل الكثافة عادةّ عند درجة الحرارة وقياس الضغط القياسيين. وهناك ما يعرف بالكثافة المطلقة عند درجة الصفر المئوي والضغط الجوي. والكثافة تتحكم بطبيعة المادة، فإن كانت كبيرة أصبحت المادة صلبة وإن كانت الكثافة متوسطة أصبحت المادة سائلة وإن كانت الكثافة صغيرة أصبحت غازية (ولكن ممكن أن تكون هناك مادة صلبة وتكون كثافتها اقل من السائل وذلك يعود للحجم والكتلة لجسم هذه المادة)
يلاحظ انه يتم تسخين السوائل في منقيات الزيوت بغرض خفض اللزوجة لتسهيل الفصل وتؤثر الحرارة طفيفا على الكثافة ايضا

## كثافة الماء
| درجة الحرارة          | درجة الحرارة            | كثافة بضغط جوي 1 |
| درجة حرارة سيلسيوس °C | درجة حرارة فهرينهايت °F | كغم لكل متر مكعب |
| --------------------- | ----------------------- | ---------------- |
| 0.0                   | 32.0                    | 999.8425         |
| 4.0                   | 39.2                    | 999.9750         |
| 15.0                  | 59.0                    | 999.1026         |
| 20.0                  | 68.0                    | 998.2071         |
| 25.0                  | 77.0                    | 997.0479         |
| 37.0                  | 98.6                    | 993.3316         |
| 50.0                  | 122.0                   | 988.04           |
| 100.0                 | 212.0                   | 958.3665         |

## كثافة الهواء
| درجة الحرارة سيلسيوس °C | كثافة بكغم لكل متر مكعب (بضغط جوي 1) |
| ----------------------- | ------------------------------------ |
| 10-                     | 1.342                                |
| 5-                      | 1.316                                |
| 0                       | 1.293                                |
| 5                       | 1.269                                |
| 10                      | 1.247                                |
| 15                      | 1.225                                |
| 20                      | 1.204                                |
| 25                      | 1.184                                |
| 30                      | 1.164                                |

## كثافة بعض المواد أو العناصر الكيميائية المختلفة
| المادة أو العنصر | p = Kg/m3 | [الملاحظة القياسية] تم قياسة بمعايير .! |
| ---------------- | --------- | --------------------------------------- |
| السيلينيوم       | 4800      | STP                                     |
| زنك              | 7000      | STP                                     |
| المغنيسيوم       | 1740      | STP                                     |
| نحاس             | 8940      | STP                                     |
| قصدير            | 7310      | STP                                     |
| التنتالوم        | 16600     | STP                                     |
| الكروم           | 7200      | STP                                     |
| أوزميوم          | 22570     | STP                                     |
| إيريديوم         | 22420     | STP                                     |
| بلاتين           | 21450     | STP                                     |
| البلوتونيوم      | 19840     | STP                                     |
| الذهب            | 19320     | STP                                     |
| التنغستن         | 19300     | STP                                     |
| اليورانيوم       | 18800     | STP                                     |
| التنتالوم        | 16600     | STP                                     |
| زئبق             | 13546     | STP                                     |
| الروديوم         | 12410     | STP                                     |
| الثوريوم         | 11700     | STP                                     |
| الرصاص           | 11340     | STP                                     |
| فضة              | 10500     | STP                                     |
| موليبدنوم        | 10220     | STP                                     |
| السيليكون        | 2330      | STP                                     |
| البزموت          | 9750      | STP                                     |
| حديد             | 7870      | STP                                     |